# Coninx-Museum

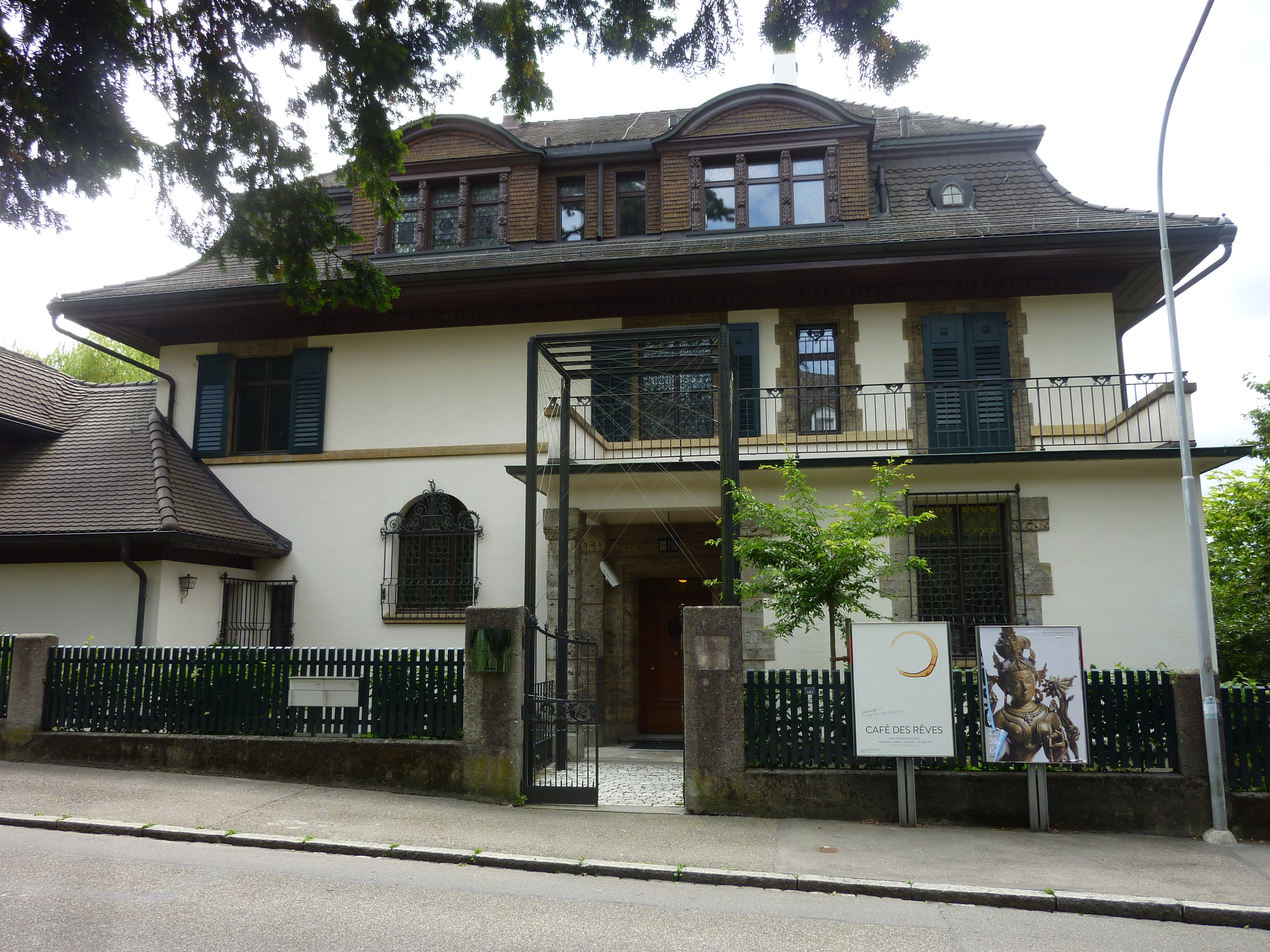
Das Coninx-Museum an der Heuelstrasse in Zürich-Hottingen (Juni 2011)

Das Coninx-Museum war ein Kunstmuseum in Zürich-Hottingen. Es beherbergte rund 14'000 Kunstwerke der Coninx-Stiftung, welche auf den Maler und Kunstsammler Werner Coninx zurückgehen. Es handelt sich um eine der grössten privaten Kunstsammlungen der Schweiz. Das Museum schloss 2012.

## Geschichte
Coninx baute seine Sammlung zwischen 1945 und 1980 auf. Sie umfasste figürliche Schweizer Kunst des 19. und 20. Jahrhunderts, internationale Druckgrafik, Altmeister sowie afrikanische Stammeskunst und fernöstliche Kunst. Diese Sammlung wurde 1973 an die Coninx-Stiftung übertragen. Seit 2016 heisst sie Werner Coninx Stiftung.
Das Museum befand sich ab 1986 in Werner Coninx’ ehemaligem Wohnhaus an der Heuelstrasse am Zürichberg, das der Vater des Stifters Otto Coninx-Girardet 1912 nach Plänen von Pfleghard und Haefeli hatte erbauen lassen. Das denkmalgeschützte Gebäude wurde der Stiftung 1983 von den Nachkommen des Stifters überlassen. Es wurde mehrmals umgebaut, letztmals nach der Ausstellung im Winter 2005/2006 und Ende 2009 wiedereröffnet. Das Museum zeigte zwischen 1986 und 2011 insgesamt 14 Ausstellungen; danach wurde der Museumsbetrieb aus finanziellen Gründen eingestellt. Die Kernbestände der Sammlung werden seither verschiedenen Schweizer Museen als Dauerleihgabe zur Verfügung gestellt.

### Seit 1990
Die Coninx-Stiftung geriet ab Mitte der 1990er Jahre bis 2014 verschiedentlich in die Schlagzeilen, weil Objekte aus der Sammlung auf Kunstauktionen angeboten wurden. Dem Stiftungspräsidenten Ernst Hefti wurde deshalb vorgeworfen, den Stiftungszweck zu missachten; Hefti vertrat dagegen den Standpunkt, die betreffenden Objekte seien für die Sammlung nicht zentral und der Verkauf für die Mittelbeschaffung unumgänglich. Eine Klage der Kinder von Werner Coninx im Zusammenhang mit dem Verkauf von Altmeistern 1995 wurde vom Bundesgericht zugunsten des Stiftungspräsidenten entschieden. Im Zusammenhang mit der Versteigerung einer bedeutenden Buddha-Statue im März 2008 wurde jedoch erneut Kritik an der Amtsführung des Stiftungspräsidenten geäussert, namentlich im Tages-Anzeiger, dessen Verlag Tamedia von der Familie Coninx kontrolliert wird.
Mehr Verständnis für das Vorgehen des Stiftungsrats zeigte die Neue Zürcher Zeitung. Werner Coninx habe seine Stiftung zwar mit einer umfangreichen Sammlung und einer wertvollen Immobilie, jedoch mit wenig flüssigen Mitteln ausgestattet. Zudem enthalte die Sammlung nur wenig herausragende Werke und eine beschränkte Ausstellungsfläche, weshalb das Museum nur wenig Mittel aus Eintritten und Sponsorings generieren könne. Zugleich seien aber hohe Kosten für die Sanierung der denkmalgeschützten Villa am Zürichberg angefallen. Der – von der Eidgenössischen Stiftungsaufsicht bewilligte – Verkauf von Teilen der Sammlung sei deshalb die einzige Möglichkeit gewesen, um die erforderlichen Mittel zu beschaffen.
Im Frühling 2011 wurde bekannt, dass das Coninx-Museum in den Hänggiturm in Glarus umziehen und die Villa an der Heuelstrasse zum Verkauf anbieten wolle, um die Stiftung finanziell zu sanieren und mehr Platz für Ausstellungen zu haben. Ende 2012 gründete sich ein Komitee, das gegen diese Pläne Widerstand ankündigte, mit der Unterstützung prominenter Mitglieder aus der Zürcher Politik (etwa die Ständeräte Verena Diener, Felix Gutzwiller sowie Ex-Regierungsrat Markus Notter), der Kunsthistorikerin Jacqueline Burckhardt, dem Kunstsammler Eberhard W. Kornfeld und der Familie des Sammlungsgründers. Die Weltwoche warf dem Stiftungspräsidenten in diesem Zusammenhang vor, mehrere Jahre mietfrei in der Wohnung im Obergeschoss des Museumsgebäudes gewohnt zu haben, einen ungewöhnlich hohen Lohn zu beziehen und seinen Sohn in den Stiftungsrat gewählt zu haben.
Ende 2013 berichtete die Die Südostschweiz, dass das Projekt des Stiftungsrats für einen Umzug des Coninx-Museums nach Glarus gescheitert ist, insbesondere an der Auflagen der Eidgenössischen Stiftungsaufsicht. Zudem hatte die Stiftungsaufsicht ein Expertengremium beauftragt, die Situation der Coninx-Stiftung zu untersuchen. In der Folge trat der gesamte Stiftungsrat Anfang 2014 geschlossen zurück. Mitte Januar 2014 wurde der Zürcher Anwalt Harold Grüninger als Sachwalter eingesetzt, um Mitglieder eines neuen Stiftungsrats zu evaluieren und die Liegenschaft an der Heuelstrasse 32 zu veräussern. 2016 setzte die Aufsichtsbehörde die Herren Alexander Jolles (Präsident), Roger Fayet und Lukas Gloor als neue Stiftungsräte ein.
Die Nachkommen Coninx’ sind nicht im Stiftungsrat der Werner Coninx Stiftung vertreten. Sie waren «wiederholt der Meinung, dass das Vorgehen des ehemaligen Stiftungsrats nicht im Sinne des Stifters sei». Der neue Präsident der Stiftung vertrat die Nachkommen Coninx´ in der Auseinandersetzung mit dem alten Stiftungsrat.